# 코우치 유고
코우치 유고(일본어: 髙地優吾, 3월 8일 - )은 일본의 아이돌, 배우이다. 쟈니즈 Jr. 내 유닛 SixTONES 멤버.
카나가와현 출신. STARTO ENTERTAINMENT 소속.

## 경력
- 일본 테레비 「스쿨혁명!」 신입생 오디션에 친구가 응모한 것이 계기가 되어, 2009년 쟈니즈 사무소 입소.[3]
- 2009년 5월 15일부터 개최된 KAT-TUN의 도쿄돔 공연 「KAT-TUN LIVE Break the Records」에 오디션 통과자 몇명과 함께 출연.[4]
- 2009년 5월 24일 방송 된 「스쿨혁명!」에서 합격,[5], 방송 레귤러로 합류.
- 2009년 6월 4일 나카야마 유마, 나카지마 켄토, 키쿠치 후마, 마츠무라 호쿠토와 함께 나카야마 유마 w/B.I.Shadow를 결성.
- 2009년 6월 7일 「포럼 신기록!! 쟈니즈 Jr. 1일 4공연 하자![6]」에서 Hey! Say! JUMP의 야마다 료스케, 치넨 유리와 함께 7명이서 기간한정 유닛 NYC boys를 결성, 「여자배구 월드그랑프리 2009」의 스폐셜 서포터로 취임.[7]
- 2009년 7월 15일 나카야마 유마 w/B.I.Shadow 및 NYC boys의 멤버으로써 싱글 「악마같은 사랑/NYC」로 CD 데뷔.[8]
- 2009년 12월 31일 NYC boys의 멤버로 제 60회 홍백가합전에 첫 출장.
- 2011년 9월 29일 B.I.Shadow의 멤버 나카지마 켄토, 키쿠치 후마가 Sexy Zone의 결성과 함께 11월에 CD 데뷔 하는 것이 발표,[9], B.I.Shadow는 사실상 해산.[10].
- 2012년 4월 14일 티비 드라마 「사립바카레아고교」 진보 마코토 역[11]으로 배우 데뷔.
- 2015년 5월 1일 「쟈니즈 긴자 2015」에서 사리바카레아고교에 출연한 6명이서 SixTONES 결성을 발표[12].
- 2017년 4월 16일 개최된 「쟈니즈 대운동회 2017[13]」에 SixTONES 멤버로써 출장. 최종 경기인 「200m선발 릴레이」에서는 「50m 질주 배틀」에서 선발되어 KAT-TUN의 우에다 타츠야가 이끄는 「J-RED」의 주자로 선발. 팀이 1위를 하여, SixTONES 멤버 마츠무라 호쿠토와 함께 대회의 MVP를 수상.[14].

## 인물
- 유고라는 이름은 할아버지의 지인이 지어주셨다[15]
- 어렸을때는 엄마의 모습이 보이지 않으면 바로 울정도로 울보였다[16]
- 동경하는 선배는 아라시의 아이바 마사키, KAT-TUN의 카메나시 카즈야이다[1]
- 잡지 Myojo에서 독자투표로 정해지는 영감이 강할것 같아 부문에서 8년간 연속으로 1위를 차지했다[17]
- 스쿨혁명에서 우치무라 테루요시에게 코우치선생이라고 불리여, 그 애칭이 팬들사이에 퍼져, 현재도 친근하게 사용되고 있다[18][19]
- 스쿨혁명에서 연말에 손금점을 보는데 감정선과 두되선이 일직선인 마스카케선이 있다고 한다. 이건 도쿠가와 이에야스의 손에도 있었다고 해서 천하를 잡을 상으로, 강한 힘을 가졌다고 한다[20]
- 축구는 유치원부터 중학교 3학년까지 했으며, 본격적으로 시작한것은 초등학교 때이다. 고등학교 때도 계속 하려고 했으나 축구부 체험 입부일이 스쿨혁명 오디션이였다. 그 후 합격해 단념하였다. 현재는 시간이 생기면 대회에 출장하고 있으며 2015년 대회에서는 베스트골을 수상했다. 대학생 때 친구들과 풋살 팀을 만들어, 대회에도 나갔으며 관동대회 베스트 16까지 올라갔었다[21][1][22][23][24]

## 출연
※ 솔로활동을 중심으로 작성. SixTONES로서의 활동은 해당페이지 참고.

### 버라이어티 방송
- 스쿨혁명 (2009년 4월 -. 일본테레비)[25]
- 양양JUMP(테레비 도쿄 , 2011년 4월 16일 - 2013년 1월 20일)
- 가무샤라! (2014년 4월 12일 - 2016년 4월 2일, 테레비 아사히)[26]

### 음악방송
- 자소년구락부 (NHK BS프리미엄)
- 가무샤라 J’s Party !! (2014년 7월 5일 - 2015년 2월 28일, 테레아사채널1)[27][28]

### 드라마
- 사립바카레아고교 (2012년 4월 14일 - 6월 30일, 일본테레비) 진보마코토 역[29][30]
- 신춘 와일드시대극 「그림자무사 도쿠가와이에야스」 (테레비 도쿄, 2014년 1월 2일) 도요토미 히데요리 역[31]

### 영화
- 극장판 사립바카레아고교 (2012년 10월 13일) 진보마코토 역[32]

### 콘서트
- 포럼 신기록!! 쟈니즈 Jr. 1일 4공연하자! 콘서트 (2009년 6월 7일, 도쿄국제포럼)[6]
- 여름방학 쟈니즈 Jr. 전원 집합 (2009년 8월 18일, 도쿄국제포럼)
- 연말 YOUNG 동서가합전! 동서 Jr. 선발대집합 2010! (2010년 11월 26일 - 27일, NHK홀)[33]
- Johnny's Dome Theatre 〜SUMMARY2012〜 (2012년 9월 9일 , 도쿄돔시티홀)
- 후레쉬 쟈니즈 Jr. IN 요코하마 아리나 (2012년 12월 16일, 요코하마아리나)
- 가무샤라 J's Party !! Vol.4 (2014년 5월 13일 - 14일, EX시어터 롯본기)
- 가무샤라 J's Party !! Vol.6 (2014년 12월 17일, EX시어터 롯본기)[34]
- 가무샤라 J's Party !! Vol.7 (2015년 1월 23일 - 1월 26일, EX시어터 롯본기)[35]
- 가무샤라! 섬머스테이션 「팀 라」 (2015년 7월 25일, 27일, 31일, 8월 7일, 11일, 12일, 14일, EX시어터롯본기)[36]

### 무대
- ABC좌 별극장 (2012년 2월 4일 - 29일, 일생극장)
- Live House 쟈니즈 긴자 noon boys + 쟈니즈 Jr. part1 (2013년 4월 29일, 4월 30일, 5월 11일, 5월 25일, 5월 31일, 시어터 크리에)
- Live House 쟈니즈 긴자 마츠시마 소우/ 마리우스 요 + Sexy Boyz + 쟈니즈 Jr. part1 (2013년 5월 12일, 5월 26일, 시어터 쿠리에)
- ANOTHER (2013년 9월 4일 - 28일, 일생극장) 하이란도 역[37]
- Live House 쟈니즈 긴자 「쟈니즈 Jr. Part1」 (2014년 5월 9일 - 11일, 5월 28일, 29일, 시어터 쿠리에)
- 쟈니즈긴자 2015년 (2015년 4월 30일, 5월 1일, 3일, 4일, 시어터 쿠리에)[38]